# یوهان هرمان
یوهان هرمان (آلمانی: Johann Heermann؛ ‏ ۱۱ اکتبر ۱۵۸۵ – ۱۷ فوریهٔ ۱۶۴۷) شاعر، و نویسنده سرودهای روحانی اهل آلمان بود. نام او در تقویم قدیسان لوتری در ۲۶ اکتبر به همراه فیلیپ نیکلای و پائول گرهارت ثبت و گرامی داشته می‌شود.
وی در خانواده‌ای متوسط و پروتستان در رودنا دیده به جهان گشود و در سال ۱۶۰۷ به دانشگاه رفت و پس از آن، کم‌کم شروع به نگارش و انتشار خطابه‌ها و اشعارش نمود. او تعدادی سرود روحانی نوشته‌است که آهنگسازان بعدی همچون یوهان سباستیان باخ از آنها در موسیقی‌شان استفاده کرده‌اند.